# Astronomisch uurwerk van Messina

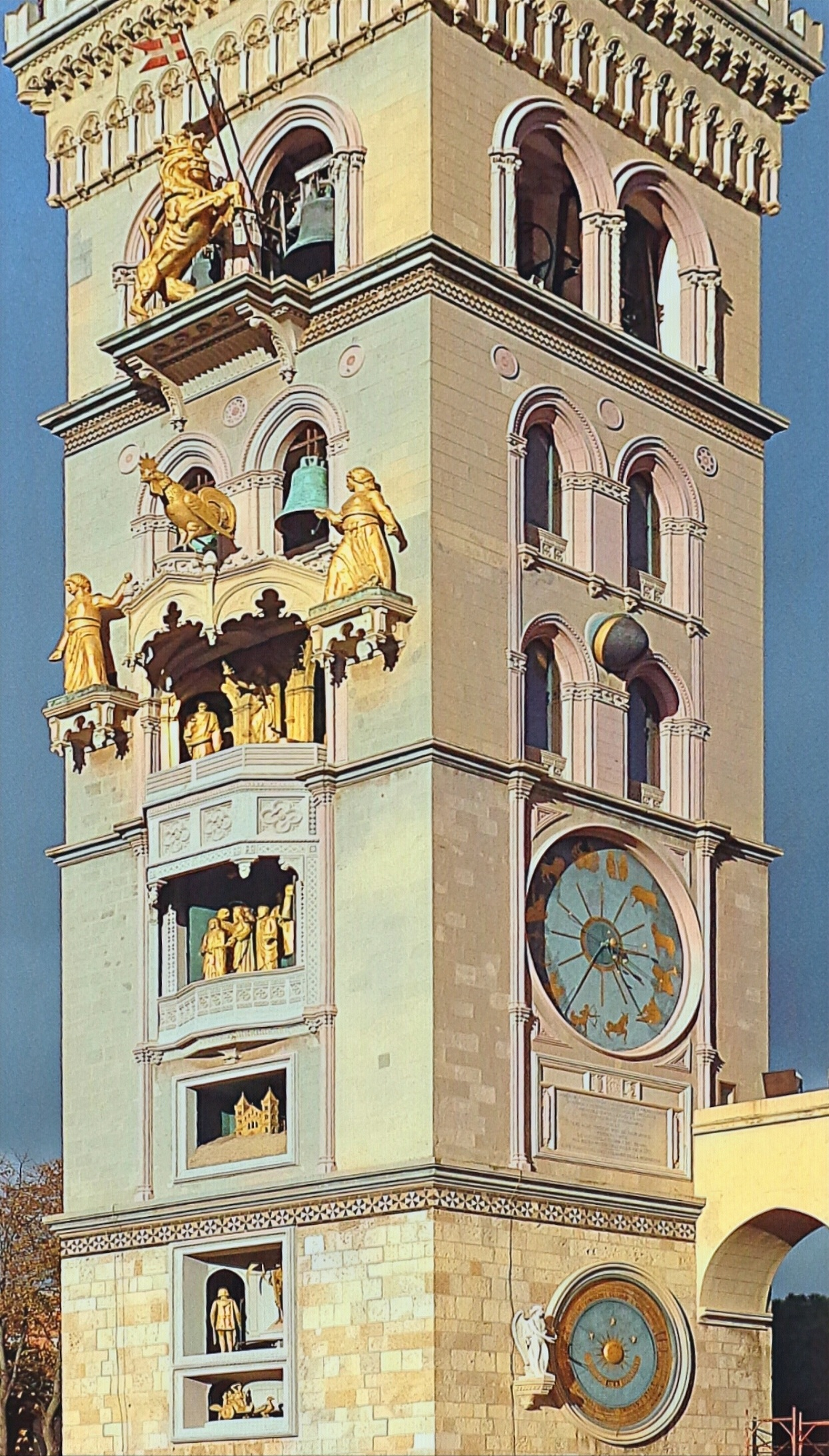
Klokkentoren met astronomisch uurwerk aan de dom van Messina

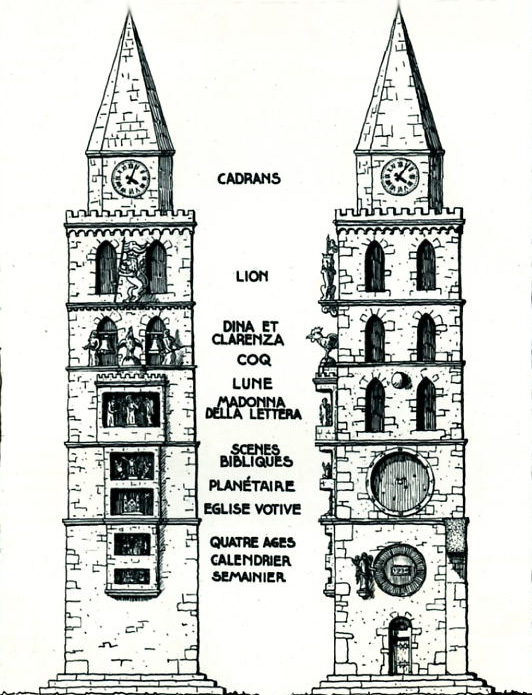
Plan van de carrousels

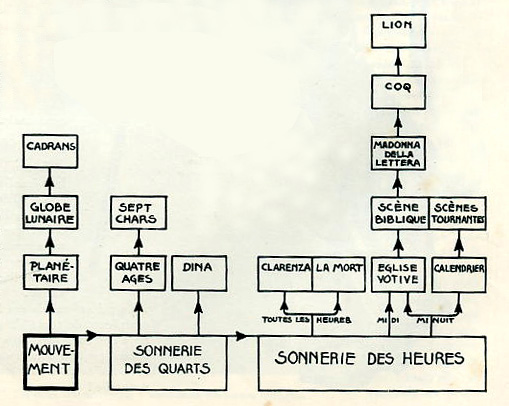
Schema van aansturing

Het astronomisch uurwerk van Messina, op Sicilië, staat in de klokkentoren van de dom of kathedraal Onze-Lieve-Vrouw-ten-Hemelopneming. De klokkentoren staat los van de kathedraal. Het was aartsbisschop Angelo Paino die met dit astronomisch uurwerk de heropbouw van de kathedraal wou afsluiten na de zware aardbeving van 1908. De 18e-eeuwse zonnewijzer van priester Jaci in de kathedraal was vernield.
De firma Ungerer uit Straatsburg heeft het uurwerksysteem in 1933 gebouwd; de toren was al heropgebouwd na de aardbeving. Frédéric Klinghammer, ingenieur bij Ungerer, was verantwoordelijk voor de techniek, terwijl Théodore Ungerer verantwoordelijk was voor de tekenplannen, met name van de figuren in de vele automaten. De mechaniek neemt verschillende delen over van het astronomisch uurwerk dat zich binnen in de kathedraal van Straatsburg bevindt.
De verschillende carrousels worden hier beschreven van onder naar boven op de toren. De astronomische schijven staan evenwel op de zijflank van de klokkentoren.

## Van onder naar boven

### Weekkalender
De weekkalender is uitgewerkt als een carrousel, met een heidense godheid die verschijnt voor elke dag van de week. De godheid wordt rondgereden op een kar getrokken door dieren. Om middernacht wordt telkens een nieuwe kar zichtbaar aan de buitenstaanders.
- Zondag: de kar wordt getrokken door een paard en vervoert Apollo.
- Maandag: de kar wordt getrokken door een hert en vervoert Diana.
- Dinsdag: de kar wordt getrokken door een paard en vervoert Mars; martedi is het Italiaans voor dinsdag.
- Woensdag: de kar wordt getrokken door een panter en vervoert Mercurius; mercoledi is het Italiaans voor woensdag.
- Donderdag: de kar wordt getrokken door een chimaera en vervoert Jupiter; giovedi (of dag van Jupiter) is het Italiaans voor donderdag.
- Vrijdag: de kar wordt getrokken door een duif en vervoert Venus; venerdi (of dag van Venus) is het Italiaans voor vrijdag.
- Zaterdag: de kar wordt getrokken door een chimaera en vervoert Saturnus.

### De vier leeftijden
Deze carrousel bevat vier figuren die de fasen van het leven uitbeelden: een kind, een jongeman, een strijder -die de volwassenheid uitdrukt- en een oude man. De beelden verplaatsen zich elk kwartier. De dood, die is uitgebeeld met een geraamte, slaat het ritme van het leven met zijn zeis.

### Votiefkerk van Montalto
Deze automaat is een uitbeelding van hoe de kerk van Montalto op de heuvel Caperrina gesticht werd; deze is links gelegen voor wie voor naar dit uurwerk kijkt. Het verwijst naar het oude verhaal dat de Maagd Maria in 1294 verscheen in een droom aan broeder Nicola. De Maagd vroeg hem een kerk te bouwen en aan haar toe te wijden. Ze vroeg hem ook dat het stadsbestuur op de middag op de heuvel plaats neemt, want een duif zal met haar vlucht de perimeter van het toekomstig gebouw aangeven.
Wanneer de klok twaalf uur ’s middags slaat, weerklinkt het Ave Maria van Schubert, vliegt een duif boven in de carrousel die de kerk van Montalto boven een rots doet uitsteken.

### Bijbelse taferelen
Op de voorzijde van de klokkentoren verschijnt een bijbels tafereel in functie van de liturgische kalender van de Roomse Kerk. Het gaat concreet om de volgende automaten:
- Van Kerstmis tot Driekoningen: de herders van Bethlehem. De herders stappen voorbij en buigen voor het Kind Jezus, Jozef en Maria.
- Van Driekoningen tot Pasen: aanbidding der wijzen uit het oosten. Gegidst door een ster aan de hemel, aanbidden de drie wijzen het Kind Jezus in de armen van Maria. Zij zijn elk vergezeld van een page.
- Van Pasen tot Pinksteren: opstanding van Jezus. Twee soldaten trekken voor het graf de wacht op; uit het graf stijgt Jezus op.
- Van Pinksteren tot Kerstmis: neerdaling van de Heilige Geest. De twaalf apostelen staan rond Maria in het cenakel. Een duif, die de Heilige Geest symboliseert, vliegt boven hen. Boven hun hoofd verschijnt een vlam terwijl de apostelen hun armen naar de hemel bewegen.

### Madonna della Lettera
Deze carrousel beeldt de legende van de Madonna della Lettera of Lettre uit. Zij is de patrones van de stad Messina. Het verhaal gaat dat de apostel Paulus in het jaar 42 Messina bezocht om te prediken. De inwoners waren zo enthousiast dat zij een delegatie naar Jeruzalem stuurden om Maria eer te betonen. Maria gaf aan de gezanten van Messina een brief waarin zij haar eeuwige bescherming aan de stad beloofde. 
In de carrousel brengt een engel de brief aan Maria kort na de klokslag van het middaguur. Achter Maria verschijnen Paulus en de gezanten van Messina. Een voor een draaien ze voor Maria en buigen ze.

### Dina en Clarenza, met een haan
De twee automaten die Dina en Clarenza uitbeelden slaan elk kwartier op een klok. Zij zijn volksheldinnen. Tussen hen staat een haan, die een automaat is van 2,20 m hoog. Op het middaguur slaat hij zijn vleugels uit, richt zijn kop op en kraait driemaal.

### Leeuw
De automaat die een leeuw in verguld brons uitbeeldt, is 4 m hoog. Hij verpersoonlijkt de provincie Messina en haar kracht. Nadat het middaguur geklonken heeft, beweegt de leeuw zijn vlagje, slaat met zijn staart, draait zijn kop naar het plein en gromt driemaal.

## Astronomische schijven
Op de zijflank van de klokkentoren, namelijk deze gericht naar de kathedraal, hangen drie astronomische schijven. Het gaat om
- De eeuwige kalender. Deze schijf van 3,5 diameter geeft de dagen, maanden, jaren en de veranderlijke kerkelijke feesten aan. Een engel in marmer wijst met een pijl in de hand naar de juiste dag.
- De planeten. Deze schrijf toont het zonnestelsel met de zon in het midden en de negen planten die rond de zon dragen op een afstand die proportioneel is met de realiteit. Zij draaien rond conform hun reële rotaties.
- De maan. Dit gaat om een bol van 1,2 m diameter die in twee helften is verdeeld. De ene is in goud en de andere in het zwart. De bol draait synchroon met de maancyclus die de maan haar schijngestalten op aarde oplevert.

## Foto-illustraties

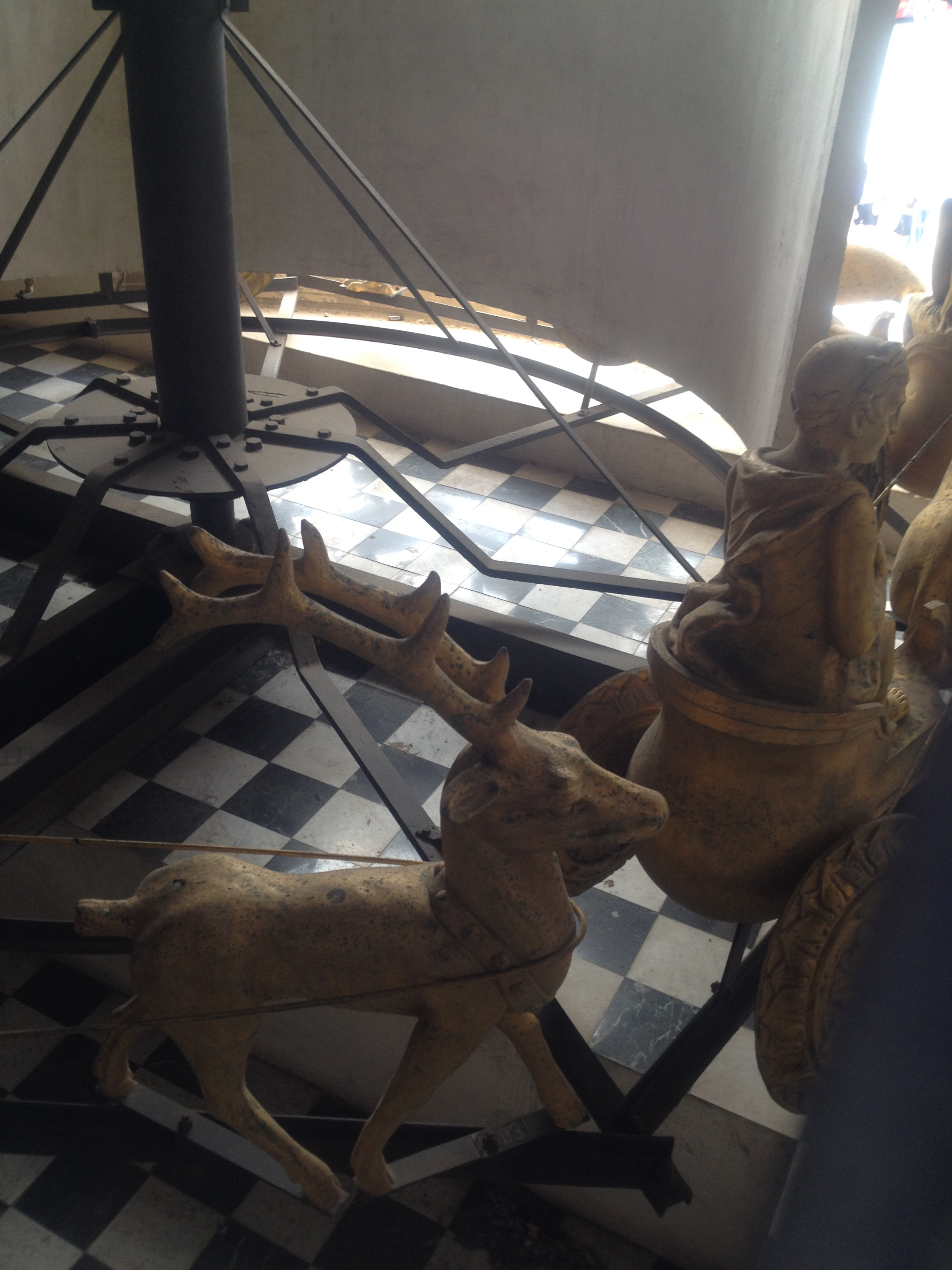
Een kar voor elke dag van de week
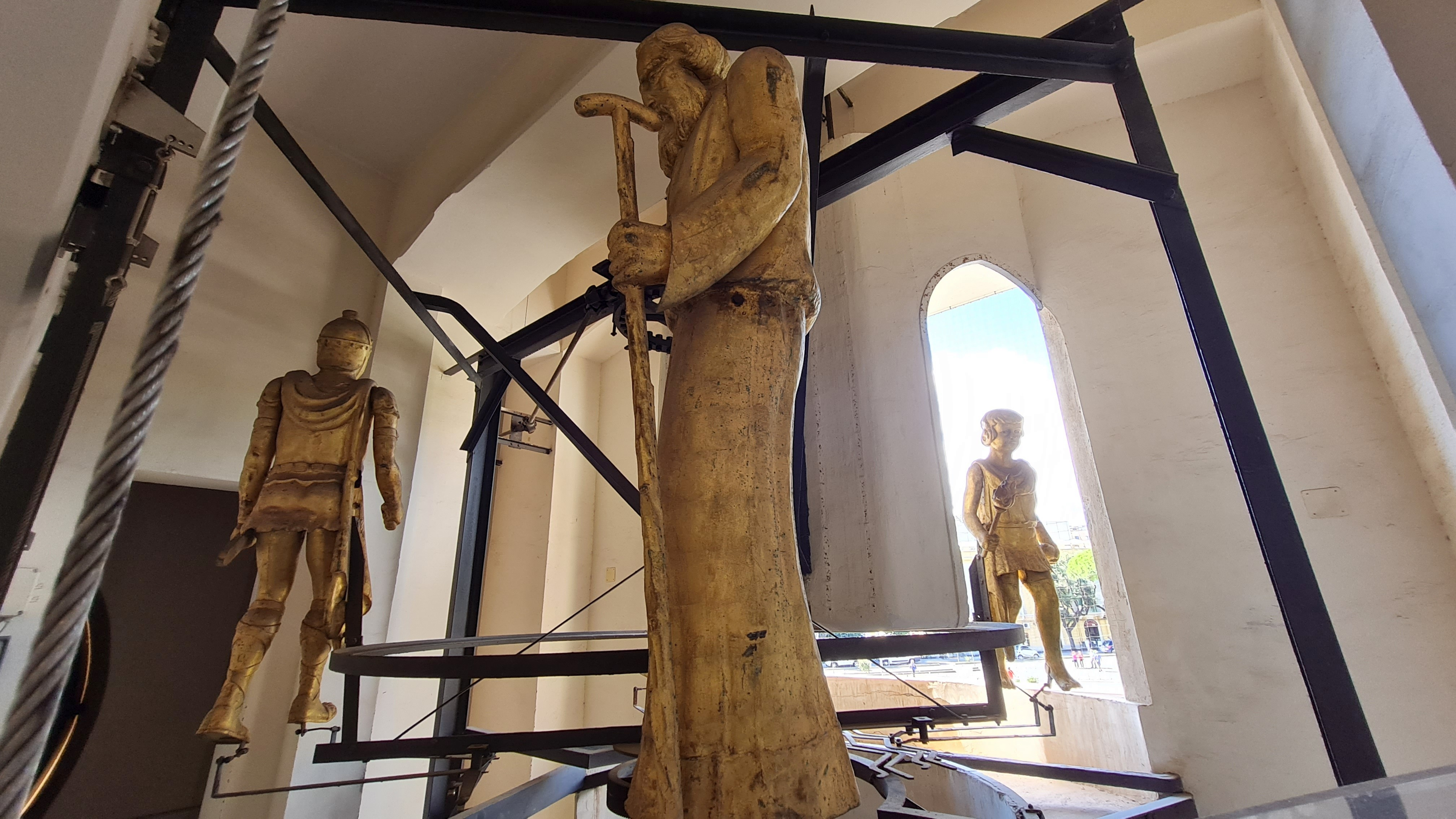
Vier mannen, een per leeftijdsgroep
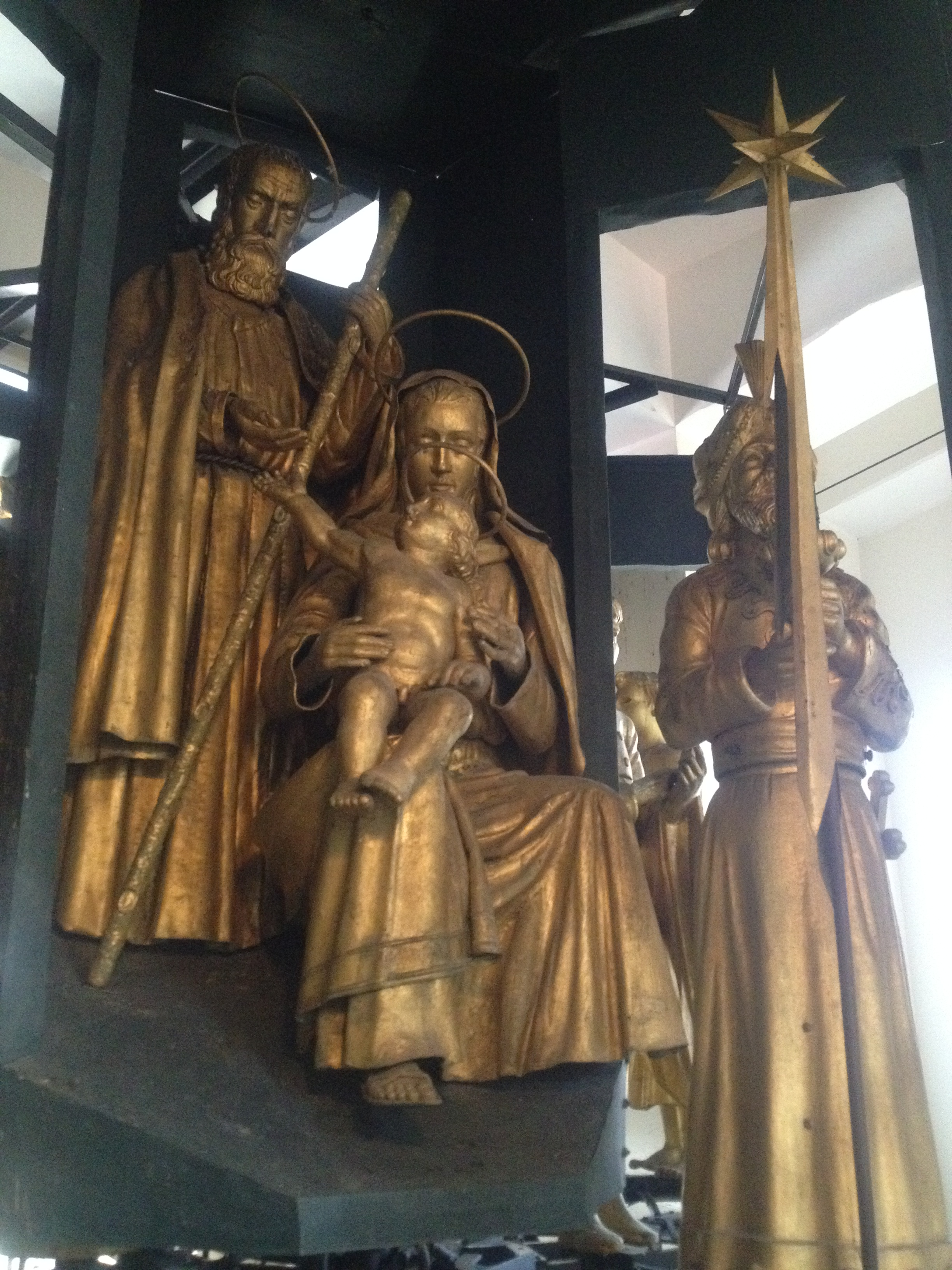
Jezus, Maria en Jozef in mechaniek kersttafereel
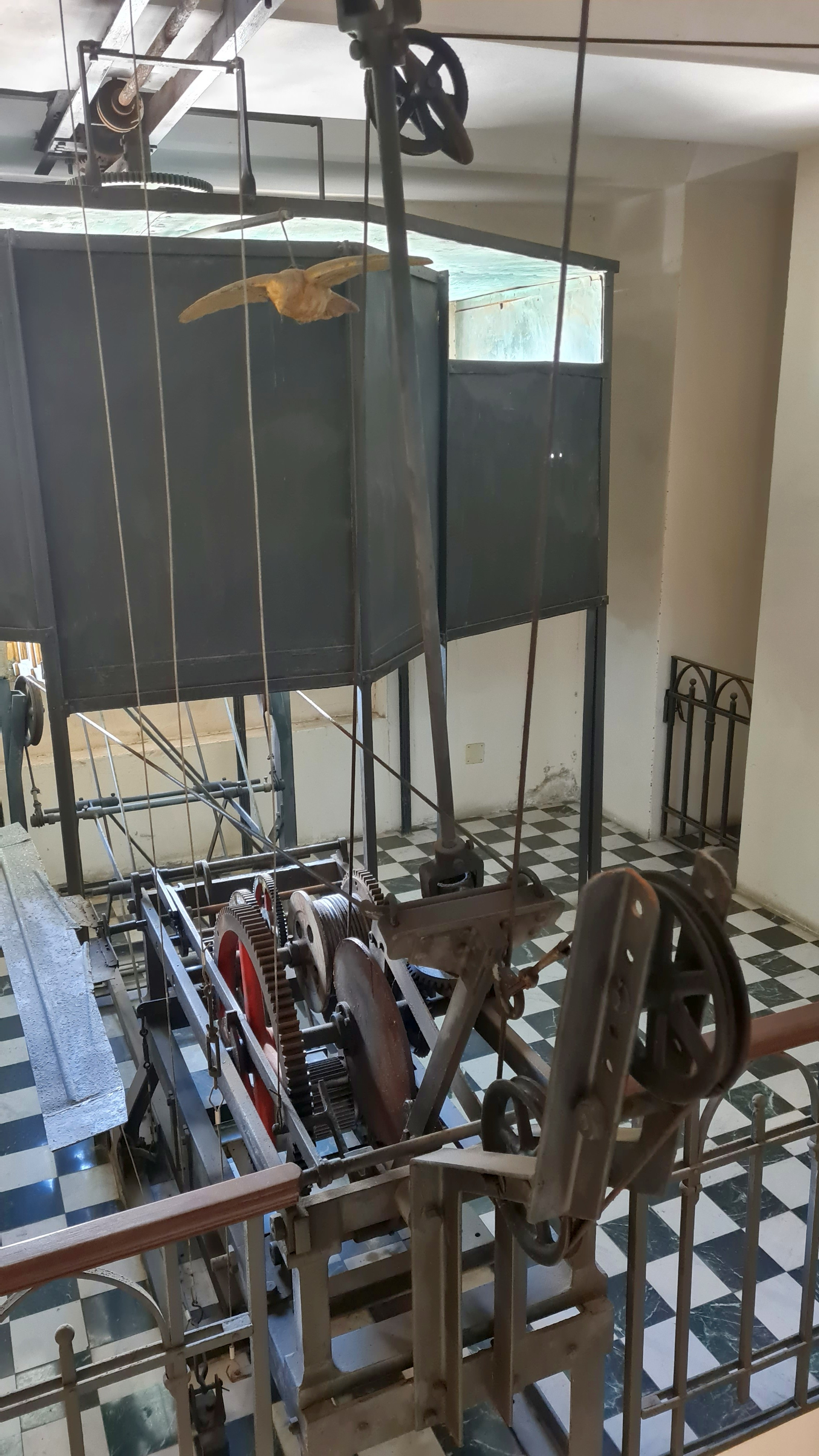
Heilige Geest in mechaniek pinkstertafereel
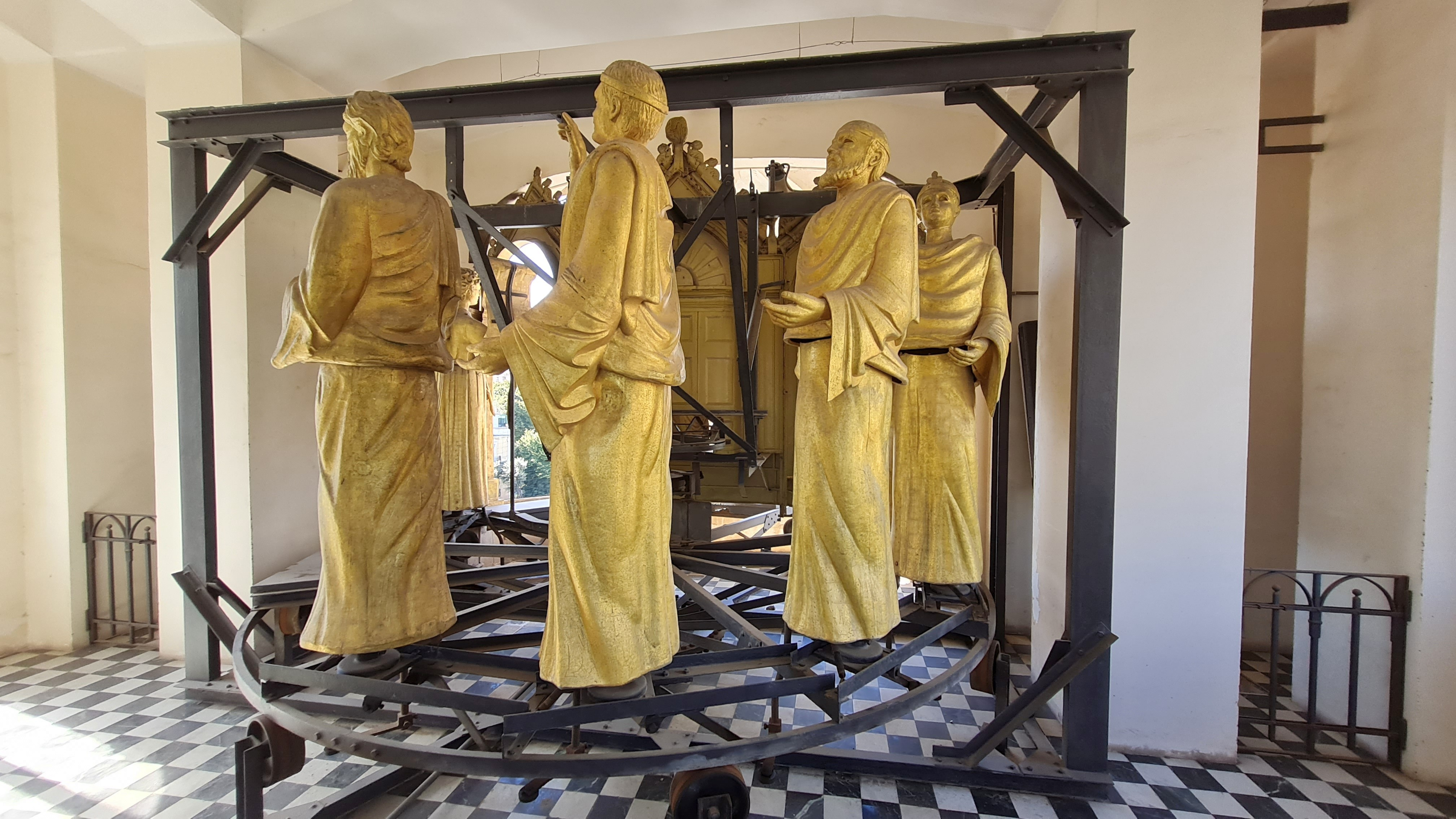
Gezanten van Messina op bezoek bij Maria
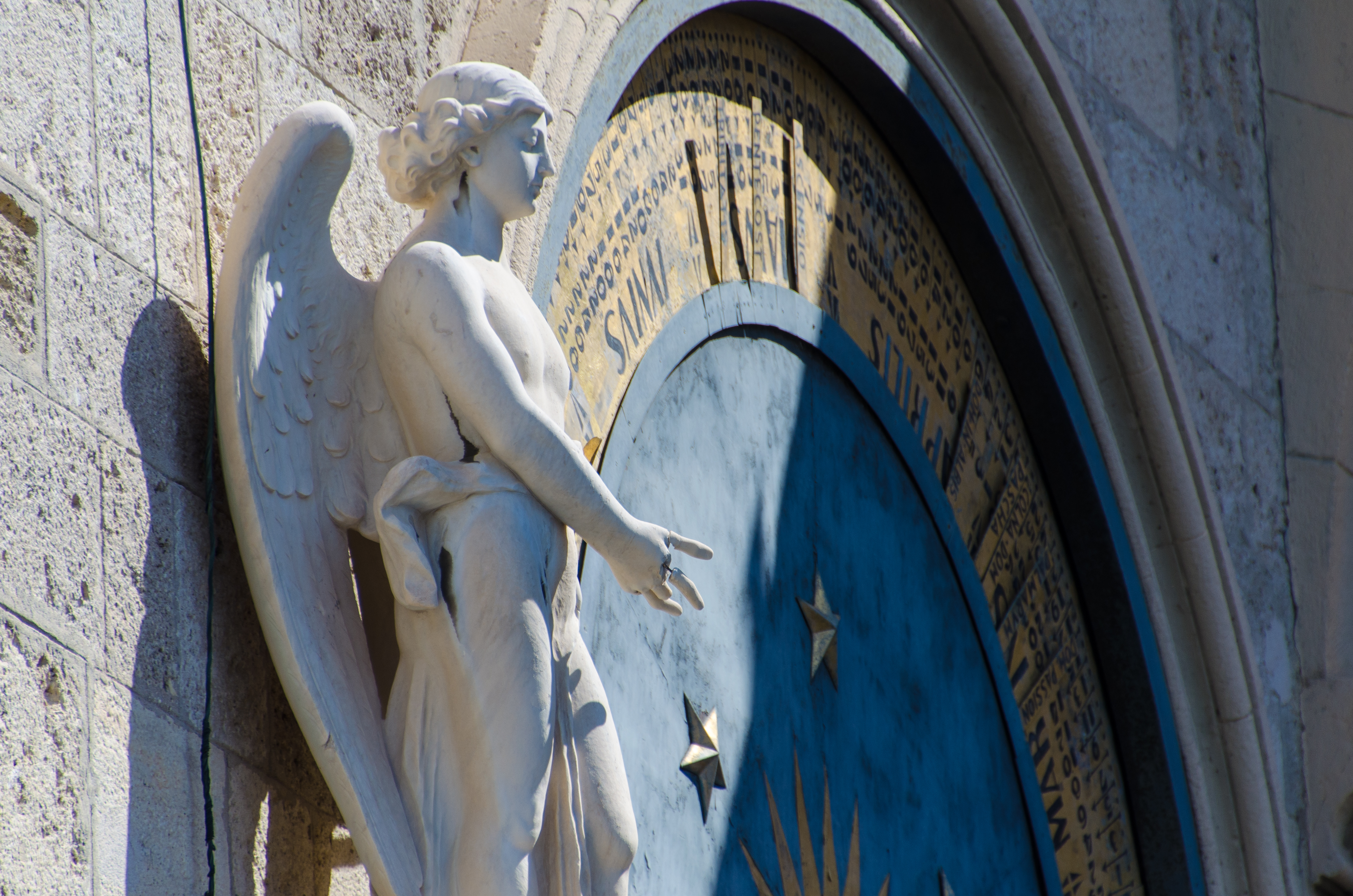
Engel bij eeuwige kalender